# Vencelino
Vencelino (em latim: Vencellin(us)) ou Vecelino (em latim: Vece(l)lin(us)) foi proeminente comandante militar do rei Estêvão I (r. 1000/1001–1038) no fim do século X e começo do XI. Ele foi de origem bávara e veio de uma cidade chamado Vasserburgo ou Veissemburgo.